# 渡辺陽介
渡辺 陽介（わたなべ ようすけ、1991年12月14日 - ）は、日本の男性プロレスラー。リングネームはヨースケ♡サンタマリア。東京都板橋区出身。DRAGON GATE所属。血液型B型。

## 経歴
プロレスに興味を持ったのは中学2年生の時、WWEのテレビ番組を見た事から。とくにレイ・ミステリオの大ファンとなる。そして高校進学しレスリング部に入部。高校2年の時にはユニット「ミレニアルズ」の同志Eitaとの対戦の機会があったとのこと。そして高校卒業後はプロレスラーになると決意していてDRAGON GATEの門を叩く。

### 渡辺陽介
2011年5月30日 兵庫・ドラゴンゲートアリーナ大会「DRAGON GATE NEX」における対スペル・シーサー戦にてデビュー。当初はDRAGON GATE NEXを拠点に活動。

### 超神龍（3代目）
2012年4月19日、神戸サンボーホール大会で、覆面レスラー「超神龍」（さんだいめ スーパー シェンロン）に変身して登場。鷹木信悟とYAMATOにより結成された新ユニット「暁-akatsuki-」に参加した。
2013年8月1日、後楽園ホール大会のメイン・エベントで、暁とMAD BLANKEY「解散・コントラ・解散&敗者マスク剥ぎ or 髪切りマッチ 5-4 ハンディキャップ・ツーカウントフォールマッチ 時間無制限1本勝負」鷹木信悟&サイバー・コング&超神龍&富永千浩vsB×Bハルク&YAMATO&戸澤陽&Kzy&問題龍戦が行われ、28分6秒、戸澤のパッケージ・ジャーマン・スープレックス・ホールドで超神龍が敗北し、暁は解散。3代目超神龍はマスクを剥がされ、正体が渡辺陽介であることが白日の下に晒された。
それ以降は、素顔で「元3代目超神龍 渡辺陽介」と改名して活動。

### ヨースケ♡サンタマリア
2013年10月26日、Eita達のユニット「ミレニアルズ」入りを志願し加入が認められ、11月3日の大阪大会でヨースケ♡サンタマリアに改名し、オカマキャラとなった。セコンドで登場する際は特徴のある変わったサングラスをつけて登場する。
2014年3月1日、堀口元気の持つオープン・ザ・ブレイブゲート王座に挑戦したが敗北。
2015年5月27日、女子プロレスラー華名の自主興行にカナプロマニアに初参戦。
9月15日、カナプロマニアパルスに参戦。
10月17日、女子プロレス団体アイスリボンに初参戦。
11月1日、ミレニアルズ解散に伴い、メキシコ風のコスチュームから美少女戦士セーラームーン風のコスチュームで登場。
2016年3月5日、オープン・ザ・ブレイブゲート王座を初戴冠。陥落時までベルトのデザインを自身仕様にデコレーションを施した。
2022年6月5日、ホーホー•ルンのお友達として、3代目超神龍として登場。以降は神戸大会限定でこの姿で活躍する。

## 得意技
狙い撃ち
逆打ちと同型の反動を付けた飛びつき式横十字固め。主なフィニッシュ技。
ソナロッサ
迫ってくる相手の腰を抱え上げ落としボンバスの形で顔の上に尻をのせ相手の両足を抱えながらフォールする。技の導入部に差異があるが谷嵜なおきのインプラントと類似する技。
スカイラブ
飛びつき式のギロチンドロップ。スワンダイブ式で決めることもある。三代目超神龍時代はスカイハイというネーミングだった。
ポンパス
相手の顔の上に尻をのっけながらフォールする技。バーミアンスタンプと同型の技でポンパスとはスペイン語で「座り込む」の意。
ラブリーアロー
ファルコンアローと同型の技。雪崩式でも使用。
お尻ぺんぺん
おしりをぺちぺちと叩く技
チクビーム
「チクビーム」と叫びながら、仰向けになった相手の乳首に指をあてる技。一応フォール技である。
急所攻撃
単純に攻撃するというより触ることが目的の時もある。
上からマリア
鉄柱越えプランチャ。リング上から対角線を走ってコーナーに飛び乗り、場外の相手にプランチャを仕掛ける。
ロンダート式後方回転プレス
ジャパニーズ・レッグロール・クラッチ
ドロップキック
フライング・ニール・キック
ギロチン・ドロップ
三角締め
ヒップアタック
実況からは尻爆弾と呼ばれる。

## タイトル歴
DRAGON GATE
- オープン・ザ・お笑いゲート王座 : 1回（第21代）
- オープン・ザ・ブレイブゲート : 1回（第29代）

## エピソード
- ブレイブゲート王者当時、ベルトに自らオリジナルの飾りを施していた。それは後に一部選手も同じことをしている。
- 団体内では、急所攻撃などのラフ戦術はよくあるが、もちろんマリア本人には急所攻撃は効かない。但し、試合とシチュエーションによっては激しく痛がる。
- 問題龍が大の苦手らしい。

## 入場曲
- サンタマリア・ウォーク / 小室友里